# Magdalénien

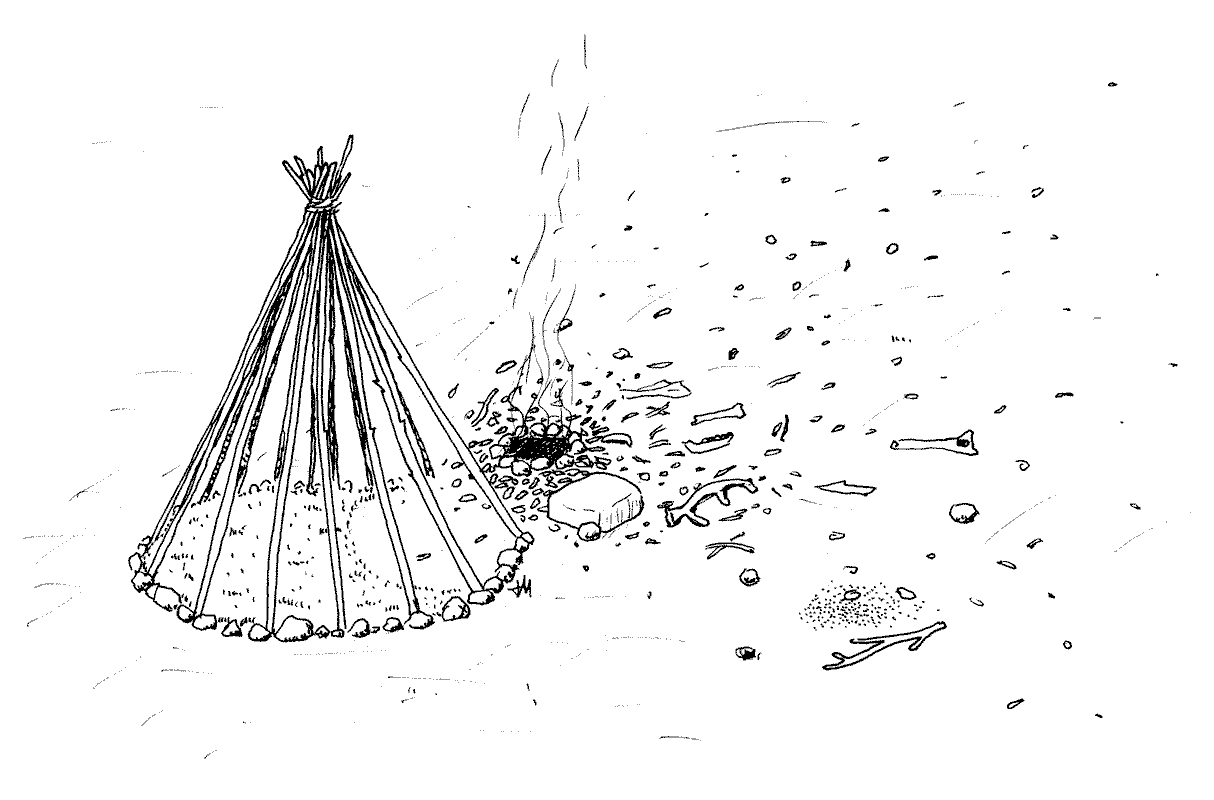
Het Magdalénienvolk woonde niet alleen in grotten maar ook in tenten zoals deze uit Pincevent (Frankrijk)

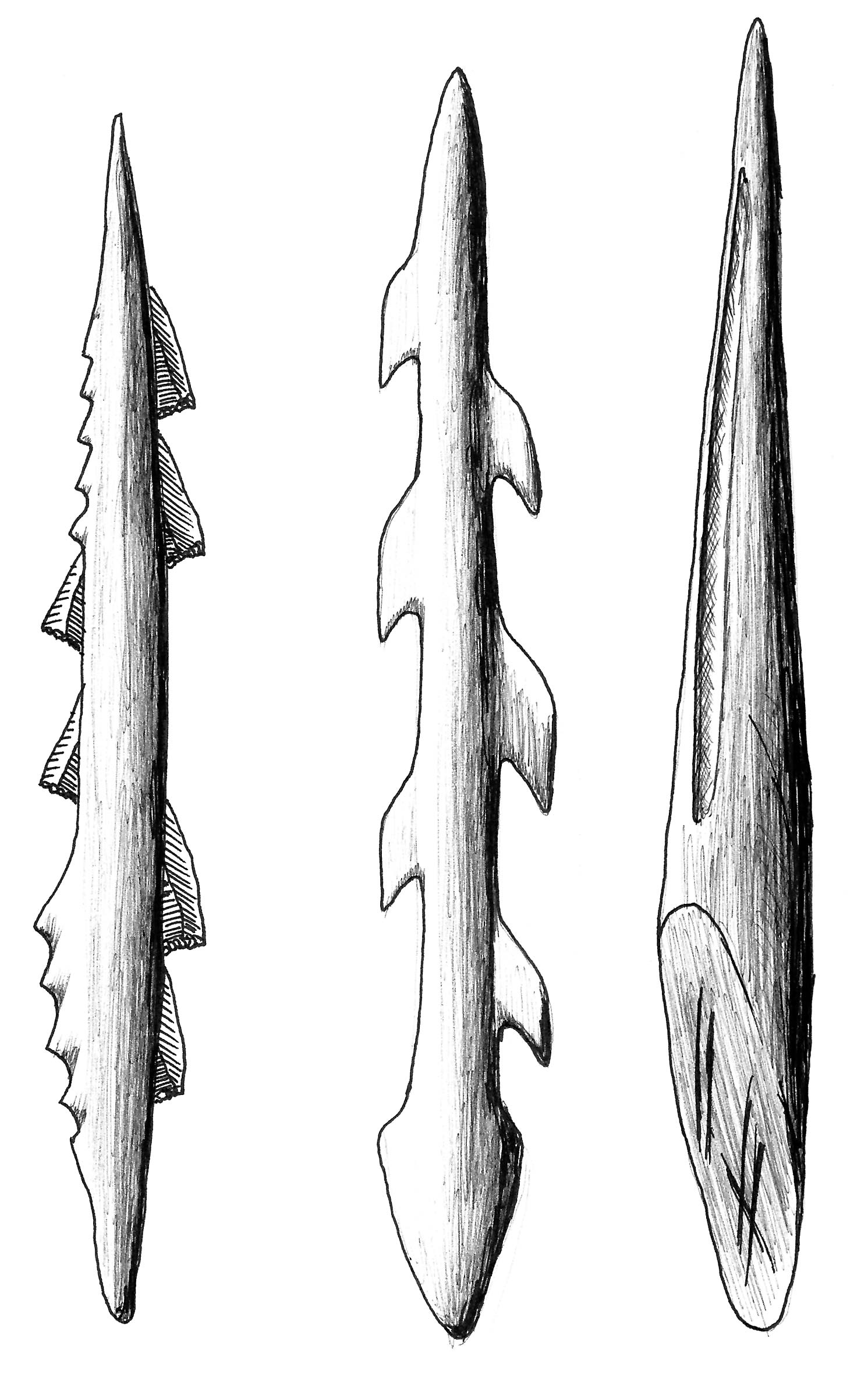
Van bot gemaakt wapen uit het Magdalénien

Het Magdalénien (Engels: Magdalenian) is een van de latere culturen van het laat-paleolithicum in West-Europa.
De naam is gebaseerd op de type vindplaats La Madeleine in de Dordogne maar de cultuur was geografisch wijdverbreid. Er zijn jongere vindplaatsen gevonden tot in Portugal en in Oost-Europa vindt men het lokale Swiderien van Polen tot ver in Rusland.
Deze cultuur situeert zich in de periode die voor het eerst door Édouard Lartet en Henry Christy als "L'Age du Renne" (het tijdperk van de rendieren) wordt benoemd. Omdat er in die periode veel rendieren voorkwamen, worden de jagers in het Nederlands ook rendierjagers genoemd. Niettemin zijn er op de vindplaatsen ook bewijzen gevonden voor de jacht op edelherten, paarden en andere grote zoogdieren die aan het einde van de ijstijd in Europa voorkwamen.
De cultuur bestreek de periode van circa 18.000 tot 10.000 jaar geleden en eindigde met het einde van de ijstijd. Ze wordt gekenmerkt door kling-industrieën. De techniek is eenvoudiger dan die van het Solutréen. Een vernieuwing is de microliet.
Het Magdalénien wordt typologisch verdeeld in zes fasen die, naar men aanneemt, een chronologische betekenis hebben: vroeg-Magdalénien met de fasen 1, 2, 3 en laat-Magdalénien met de fasen 4, 5, 6. De eerste fasen worden herkend aan de wisselende verhoudingen van de klingen en specifieke variaties in de vorm van schrapers, de middelste fasen worden gekenmerkt door het verschijnen van microlieten (vooral de duidelijk herkenbare fijn getande microlieten) en de laatste fasen door de aanwezigheid van harpoenen, die gemaakt werden van bot, geweien en van ivoor.

## Kunst
De kunst van het Magdalénien is rijk en divers. Er zijn duizenden schilderingen en tekeningen gevonden; daartoe behoren de meesterwerken van het paleolithicum - zoals de grotten van Lascaux en Altamira.
Daarnaast stammen uit deze periode ook talrijke beeldjes, wapens, versierde gebruiksvoorwerpen en sieraden (gemaakt van schelpen en tanden van roofdieren).

## Enkele vindplaatsen in Frankrijk
- Lascaux (Dordogne)
- Laugerie-Haute (Dordogne)
- Laugerie-Basse (Dordogne)
- Limeuil (Dordogne)
- Teyjat
- Arudy (Pyreneeën)
- Marsoulas (Haute-Garonne)
- De grot van Mas d'Azil (Ariège)
- De grot van Niaux (Ariège)
- De enorme grot van Bédeilhac (Ariège)
- De Grotte de La Vache bij Niaux (Ariège)
- De grotabri Murat (gemeente Rocamadour, Lot).
- Grotte de Cottier, (Haute Loire)